# دانکن گیلیس
دانکن گیلیس (انگلیسی: Duncan Gillis; ۳ ژانویهٔ ۱۸۸۳ – ۲ مهٔ ۱۹۶۳) پرتاب‌گر دیسک و پرتاب‌گر دیسک اهل کانادا بود.